# Heinz Helbig
Heinz Helbig (* 28. Juli 1913 in Brandenburg an der Havel) war ein deutscher Filmregisseur und Drehbuchautor.
Helbig hatte zu Beginn der 1930er Jahre ein Regievolontariat durchlaufen und als Hilfscutter gearbeitet, ehe er im April 1932 als Regieassistent übernommen wurde. In dieser Funktion arbeitete er u. a. 1934 an Maskerade und So endete die Liebe.
Bereits 1935 wurde dem 22-jährigen die Mitregie zum österreichischen Film Die Pompadour angetragen. Helbig und der nicht minder Filmregie-unerfahrene Kollege Veit Harlan halfen dem als Regisseur gänzlich Neuland betretenden Filmkomponisten Willy Schmidt-Gentner bei der Realisierung dieser Filmoperette im historischen Gewand. Die produzierende Wiener Firma Mondial-Internationale Filmindustrie überantwortete daraufhin ein Jahr später Helbig die alleinige Regie bei einer weiteren von Schmidt-Gentner musikalisch untermalten Geschichte, Seine Tochter ist der Peter. In der Hauptrolle konnte man Maria Andergast sehen, die 1936 Helbigs Ehefrau werden sollte.
Helbig kehrte daraufhin nach Deutschland heim und setzt dort 1937 kurzzeitig seine Regielaufbahn mit überwiegend leichtgewichtigen und wenig anspruchsvollen Gesellschaftsmelodramen und -komödien fort. Keine seiner (seit der Annexion Österreichs im März 1938 wieder in Wiener Ateliers entstandenen) Inszenierungen – darunter auch der 700.000 Reichsmark teure, Kapitalismus-kritische und antisemitische Untertöne verbreitende Propagandafilm Leinen aus Irland – war ein überragender Erfolg, und so verschwand Helbig bereits 1940, nach der Inszenierung des Hans-Moser-Schwanks Der Herr im Haus mit seiner Ehefrau Maria in der weiblichen Hauptrolle, weitgehend aus dem Blickfeld der Öffentlichkeit.

## Filme (als Regisseur)
- 1935: Die Pompadour (Ko-Regie)
- 1936: Seine Tochter ist der Peter
- 1936: Liebe kann lügen
- 1937: Monika (auch Drehbuchmitarbeit)
- 1938: Geld fällt vom Himmel
- 1938/39: Liebe streng verboten
- 1939: Leinen aus Irland
- 1940: Der Herr im Haus (auch Drehbuchmitarbeit)